# オール・イン
オール・インは、現在宮城県仙台市に本社をおくネットワークビジネスを行う株式会社。かつては北海道札幌市が拠点であった。2009年現在は、ネットワーク型のショッピングモールの運営事業を中心業務としているが、2008年頃までは、コンピュータ開発及び販売を中心業務としていた。

## FX関連業務
2007年から2008年にかけては、会員制の外国為替証拠金取引（FX取引）に関連する業務を行っていた。
このビジネスモデルは、専用ソフトを利用してキプロスおよびパナマに本拠地を持つ投資会社に出資するというものであり、一口・1カ月あたり18000円をキプロスの投資会社に振り込むことにより会員の資格を得る。オールイン社は取引に直接関わらないというスタンスから金融庁への登録は行っていなかったが、北海道警察はオールイン社の事業は投資助言行為に該当すると判断し、金融商品取引法違反（無登録営業）にあたるとして、2009年7月20日に本社などを家宅捜索した。その後も特定商取引法違反等により複数回の家宅捜索が行われた。
2008年末頃から散発的に発生した内部告発や家宅捜索後の報道などにより、2008年秋頃より配当が滞っていることや、実際にはFX取引の実態が皆無であることが発覚。出資金返還請求などの訴訟を全国規模で抱えていたが、2013年7月に、法人としての同社と代表取締役に対して、1億6千万円を支払うよう命じる判決が東京地裁により出された。
また、2014年9月3日、北海道警察他三県警察合同の捜査本部は、大阪府内に住む男性を被害者とする詐欺容疑で同社の元幹部ら3名を逮捕した（『読売新聞』2014年9月4日朝刊）。
同容疑にて同社代表取締役にも逮捕状が発布されたが、代表取締役は2010年11月ころに中国国内へ逃亡したと見られていた（『日本経済新聞』電子版　2014年9月3日）。
代表取締役はその後、2014年10月末頃に不法滞在者として中国公安当局に出頭。強制退去処分となり同年12月24日に帰国したが、帰国と同時に羽田空港で逮捕された（『北海道新聞』電子版　2014年12月25日）。
その後の捜査の結果、代表取締役を含むすべての容疑者が嫌疑不十分の不起訴となり事件は終結した（『北海道新聞』電子版　2015年4月1日）。